# Pulgalaid
Pulgalaid ist eine unbewohnte Insel, 70 Meter von der größten estnischen Insel Saaremaa entfernt. Die Insel liegt in der Landgemeinde Saaremaa im Kreis Saare. Sie liegt im Kahtla-Kübassaare hoiuala.
Pulgalaid ist einen Kilometer lang und 450 Meter breit.